# Минусинский Электрокомплекс
Минусинский Электрокомплекс — первое предприятие в СССР по выпуску высоковольтных вакуумных выключателей.

## История предприятия
- 8 июня 1973 года состоялся самый первый митинг, посвященный началу строительства электрокомплекса.
- В 1976 году стройка была объявлена Всесоюзной комсомольской ударной.
- Научное подразделение — Отделение ВЭИ им. В. И. Ленина образовано в 1976 году.
- 10 марта 1978 года Министерством Электротехнической Промышленности СССР был издан приказ № 123 "Об образовании производственного объединения «Минусинский электротехнический промышленный комплекс».
- 19 февраля 1980 г. подписан приказ о создании завода высоковольтных вакуумных выключателей. Директором завода был назначен Патов М. П.
- В 1980 году начато производство первых вакуумных дугогасительных камер и на основе их вакуумных выключателей.
- Во исполнение приказа № 244 от 24.07.1989 г. Министерства электротехнической промышленности и приборостроения СССР "О создании научно-производственного объединения «Электрокомплекс». Приказом генерального директора № 481 от 14.09.1989 г. проведена реорганизация ПО МЭПК в НПО «ЭЛКО», при которой головным заводом становится Минусинский завод вакуумных выключателей (МЗВВ). Завод СТО выделяется в самостоятельное предприятие. СКТБ МЗ СТО и отделение ВЭИ им. Ленина реорганизуется в самостоятельное Всесоюзный научно-исследовательский институт электротехнической промышленности (ВНИИЭП). Опытный завод также выделяется в самостоятельное предприятие.
- Приказом генерального директора НПО «ЭЛКО» от 26.11.1990 г. № 891 и решением трудового коллектива ТЭЦ МЗВВ образуется арендное предприятие «Минусинская ТЭЦ», проводится перевод работников ТЭЦ в арендное предприятие.
- Открытое акционерное общество «Электрокомплекс» (ОАО «ЭЛКО») создано на базе головного завода вакуумных выключателей в декабре 1992 г.
- В 2005 г. учреждено ООО Торговый дом «Электрокомплекс», созданы ООО «Электрогаз» и ООО «Бальзам».
- По состоянию на 2022 год все корпуса предприятия полностью снесены.

## Финансовые проблемы предприятия
По сообщениям в СМИ, на 2012 год у предприятия были серьёзные финансовые трудности.